# Kang Eun-gyo
Kang Eun-gyo (* 13. Dezember 1945 in Hongwŏn, Hamgyŏng-namdo) ist eine südkoreanische Schriftstellerin.

## Leben und Werk
Kang Eun-gyo wurde 1945 in Hongwŏn in Hamgyŏng-namdo geboren. Sie wuchs in Seoul auf, besuchte die Kyŏnggi Mädchen-Mittelschule und die Kyŏnggi Mädchen-Oberschule. Sie erhielt ihren Bachelor in Englischer Literatur sowie ihren Ph.D. in Koreanischer Literatur an der Yonsei-Universität. Ihr literarisches Debüt machte sie mit der Veröffentlichung des Werkes Nacht der Pilger (순례자의 밤), wofür sie 1968 den New Writer Prize des Sasanggye Magazins erhielt. Aktuell ist sie als Professor für Koreanische Literatur an der Dong-A University tätig.
Sie schreibt sozial- und regierungskritische Bücher und setzt sich für Menschenrechte und gegen die Unterdrückung des Einzelnen durch die Staatsmacht ein. Kang Eun-gyo ist zwischen 1968 und 2011 mit sechs koreanischen Literaturpreisen ausgezeichnet worden.

## Werke (Auswahl)
- 허무집 Haus des Nichts (1971)
- 풀잎 Grasblätter, Mieumsa (1974)
- 그물 사이로 Zwischen dem Wasser (1975)
- 도시의 아이들 Stadtkinder (1977)
- 빈자일기 Tagebuch eines Bettlers (1977)
- 우리가 물이 되어 만난다면 Wenn wir zu Wasser werden und uns treffen (1980)
- 소리집 Haus der Töne, Ch'angjak-kwa pip'yŏngsa(1982)
- 붉은 강 Roter Fluss, P’ulbit (1984)
- 우리가 물이 되어 Wenn wir zu Wasser werden (1986)
- 바람노래 Lied des Windes (1987)
- 오늘도 너를 기다린다 Auch heute warte ich auf dich, Silch'ŏn munhaksa (1989)
- 벽속의 편지 Der Brief in der Wand, Ch'angjak-kwa pip'yŏngsa (1992)
- 어느 별에서의 하루 Der Tag auf einem Stern, Ch’angbi (1996)
- 초록 거미의 사랑 Die Liebe der grünen Spinne, Ch’angbi (2006)